# Kiki Cutter
Christina „Kiki“ Cutter (* 24. Juli 1949 in Bend, Oregon) ist eine ehemalige US-amerikanische Skirennläuferin. Cutter war 1968 der erste alpine Skisportler aus den USA, der ein Weltcuprennen gewinnen konnte. Mit insgesamt fünf Siegen war sie mehr als zwei Jahrzehnte lang die erfolgreichste US-amerikanische Fahrerin.

## Biografie
Cutters internationale Karriere begann 1967. Nachdem sie als 17-Jährige die US-amerikanische Meisterschaft in der Abfahrt gewonnen hatte, wurde sie in die US-Skinationalmannschaft berufen. Zwischen 1968 und 1970 nahm sie am Weltcup teil. In diesen drei Jahren gewann sie fünf Rennen, weitere sieben Mal erreichte sie einen Podestplatz. Die Saison 1968 schloss sie in der Weltcupgesamtwertung auf dem neunten Platz ab, in der Saison 1968/69 wurde sie im Gesamtweltcup Vierte und im Slalomweltcup Zweite.
Ein Erfolg bei Olympischen Spielen blieb ihr jedoch verwehrt. In Grenoble war sie 1968 in der Abfahrt als 17. beste US-Amerikanerin und im Riesenslalom wurde sie 21. In ihrer stärksten Disziplin, dem Slalom, schied sie aus.
Nach der Saison 1969/70 beendete Cutter ihre Amateurlaufbahn und schloss sich der professionellen Women’s Pro Tour an. Danach arbeitete sie als Promoterin für den Skihersteller Rossignol und als Werbeträgerin für das Skiresort in Beaver Creek.
Cutter war in erster Ehe mit ihrem früheren Nationaltrainer Bob Beattie verheiratet.

## Weltcupsiege
| Datum            | Ort               | Land        | Disziplin    |
| ---------------- | ----------------- | ----------- | ------------ |
| 25. Februar 1968 | Oslo              | Norwegen    | Slalom       |
| 3. Januar 1969   | Oberstaufen       | Deutschland | Riesenslalom |
| 15. März 1969    | Mont Sainte-Anne  | Kanada      | Slalom       |
| 22. März 1969    | Waterville Valley | USA         | Slalom       |
| 22. Januar 1970  | Saint-Gervais     | Frankreich  | Slalom       |